# Луций Цейоний Коммод (консул 106 года)
Луций Цейоний Коммод (лат. Lucius Ceionius Commodus; родился, по одной из версий, около 70 года — умер после 106 года) — римский политический деятель начала II века.

## Биография
Род Коммода вёл своё происхождение из Этрурии; его отцом был консул 78 года, носивший такое же имя. Рождение Луция Цейония-младшего немецкий учёный-религиевед Й. Рюпке датирует периодом около 70 года. 
В 106 году Коммод занимал должность ординарного консула. Его коллегой по должности был Секст Веттулен Цивика Цериал, который позже женился на супруге Луция Цейония Плавтии. Дальнейшая карьера Коммода неизвестна.

## Семья и потомки
Известно, что супругой Луция Цейония была Плавтия. В этом браке родился сын, получивший имя Луций Цейоний Коммод. Позднее он был усыновлён императором Адрианом под именем Луций Элий Цезарь.

## Примечание
1. ↑  Rüpke J[англ.]., Glock A. Fasti Sacerdotum: A Prosopography of Pagan, Jewish, and Christian Religious Officials in the City of Rome, 300 BC to AD 499 / by Richardson D. — Oxford & New York: Oxford University Press, 2008. — 1115 ps. — P. 604. — № 1125. — ISBN 978-0-19-929113-7